# 포르타 누오바역
포르타 누오바역 (Porta Nuova)은 토리노 지하철의 역이다. 2007년 10월 5일 노선 2차 연장 개통으로 문을 열었으며, 2011년 린고토 역까지 3차 연장되기 전까지 시종착역으로 이용됐다. 위치는 카를로 펠리체 광장 부근에 토리노의 철도역인 토리노 포르타 누오바 역 지하에 위치해 있다.

## 시설
- 매표기
- 장애인 접근시설
- 엘레베이터
- 에스컬레이터
- CCTV 감시카메라